# Vladimir Semenec
Vladimir Ivanovič Semenec (in russo Владимир Иванович Семенец?; Volsk, 9 gennaio 1950) è un ex pistard sovietico, dal 1991 russo.

## Palmarès

### Olimpiadi
- 1 medaglia:
  - 1 oro (Monaco di Baviera 1972 nel tandem)

### Mondiali
- 5 medaglie:
  - 3 argenti (San Sebastian 1973 nel tandem; Montréal 1974 nel tandem; San Cristobal 1977 nel tandem)
  - 2 bronzi (Leicester 1970 nell'inseguimento a squadre; Monteroni 1976 nel tandem)